# Laphria violacea
Laphria violacea är en tvåvingeart som beskrevs av Macquart 1846. Laphria violacea ingår i släktet Laphria och familjen rovflugor.
Artens utbredningsområde är Colombia. Inga underarter finns listade i Catalogue of Life.